# Claudius Schraudolph l'Ancien
Claudius Schraudolph l'Ancien, né en 1813 à Oberstdorf et mort le 13 novembre 1891 dans la même commune, est un peintre, lithographe et dessinateur allemand. 

## Biographie
Claudius Schraudolph l'Ancien naît en 1813 à Oberstdorf. Frère cadet de Johann von Schraudolph, il fréquente l'académie de Munich. Il visite l'Europe et la Grèce et étudie l'art de la fresque en Italie. Des exemples de ses fresques se trouvent dans le couvent bénédictin de Deggendorf, en Bavière.
Claudius Schraudolph l'Ancien meurt le 13 novembre 1891 à Oberstdorf.

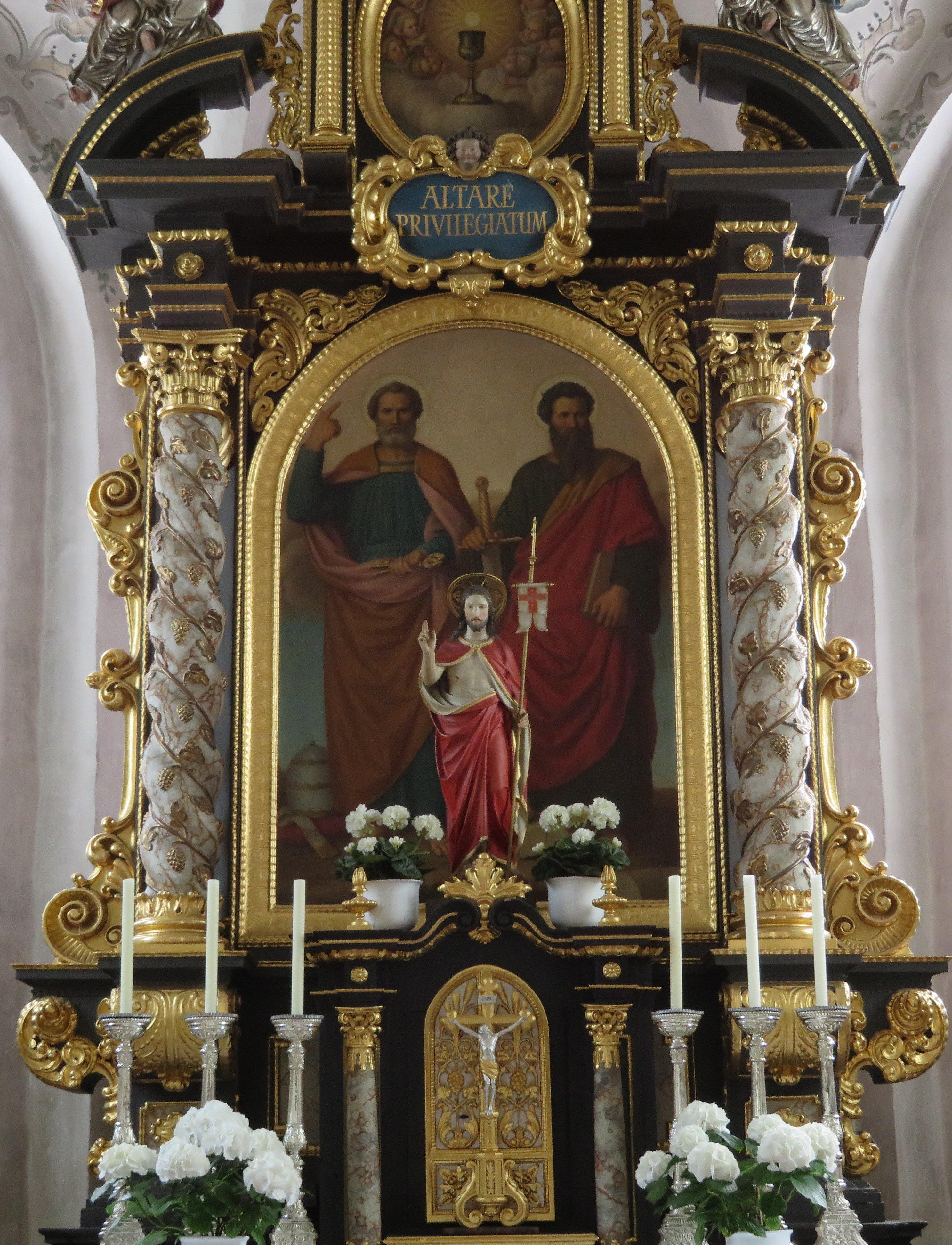
Autel de l'église Saint-Pierre-et-Paul de Hopfen am See.
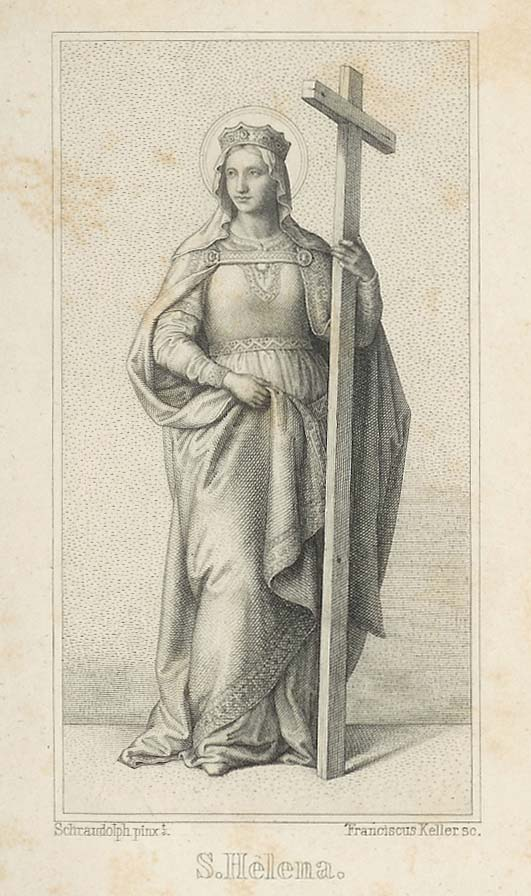
Sainte Hélène de Constantinople.